# Poleanî, Zolociv
Poleanî (în ucraineană Поляни) este localitatea de reședință a comunei Poleanî din raionul Zolociv, regiunea Liov, Ucraina.

## Demografie
Componența lingvistică a localității Poleanî
     Ucraineană (99,62%)
     Alte limbi (0,25%)
Conform recensământului din 2001, majoritatea populației localității Poleanî era vorbitoare de ucraineană (99,62%), existând în minoritate și vorbitori de alte limbi.